# Rue Stanley
Pour les articles homonymes, voir Stanley.
La rue Stanley est une voie de Montréal.

## Situation et accès
Cette rue commerciale d'axe orienté nord-sud est située au centre-ville de Montréal. Elle relie l'avenue du Docteur-Penfield à l'avenue des Canadiens-de-Montréal.

## Origine du nom
La rue tient son nom d'Edward Geoffrey Smith Stanley (1799-1869), ancien premier ministre britannique,.

## Historique
Cette voie a été créée sous son nom actuel en 1845. 
Entre les années 1920 et les années 1970, la rue Stanley est considérée comme le cœur du premier quartier gai de Montréal et du Québec. À partir du début des années 1980, l'activité commerciale gaie se déplace vers l'est de la Ville (voir Village gai de Montréal).

## Bâtiments remarquables et lieux de mémoire
- Truxx
- Esquire Show Bar
- Lime Light

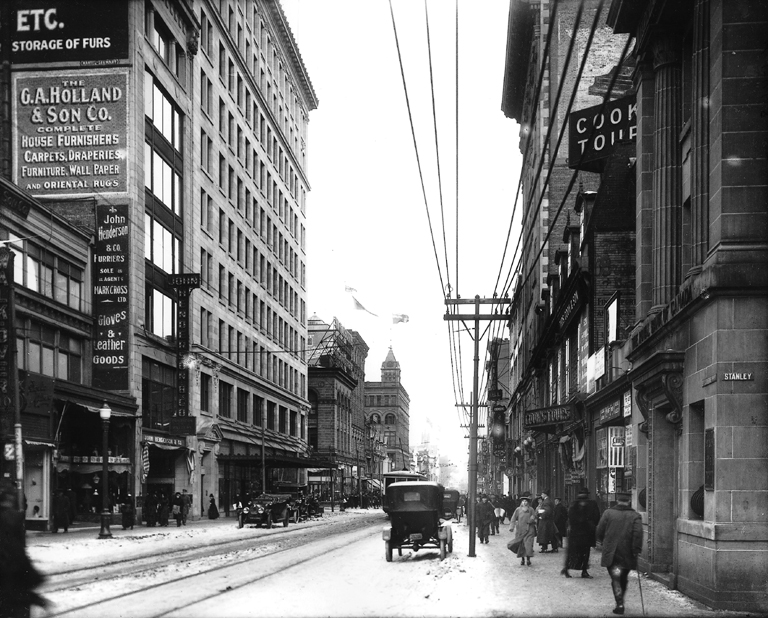
Coin Stanley et Sainte-Catherine en 1915, vers l'est
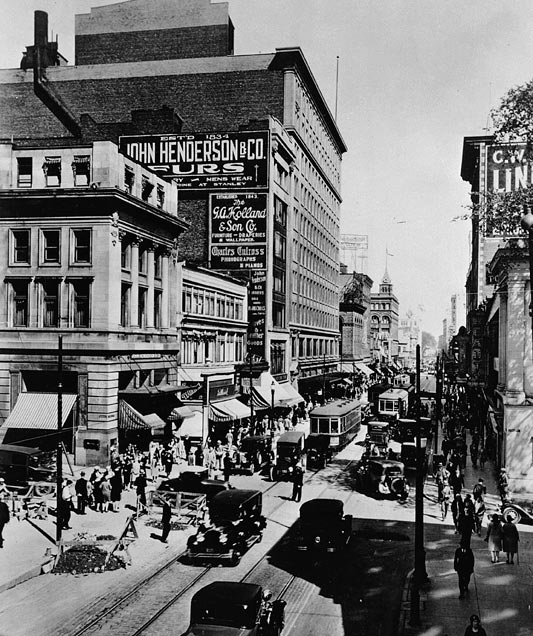
Coin Stanley et Sainte-Catherine en 1930